# Chapora (fleuve)
Pour les articles homonymes, voir Chapora.
La Chapora ou le Tilari est un fleuve du nord de Goa, en Inde, qui s'écoule dans les deux États du Maharashtra et de Goa et dont l'embouchure se situe sur la mer d'Arabie. 

## Géographie
Prenant sa source dans l'état voisin du Maharashtra, à Ramghat, elle court vers l’ouest avant d'entrer dans l'état de Goa, dans le district nord, puis de se jeter dans la mer d’Arabie, près du fort, du village et de la plage éponymes. Administrativement, la rivière marque la frontière entre les talukas de Pernem et Bardez.

## Hydrologie
Son régime hydrologique est dit pluvial tropical à moussons.

## Aménagements et écologie
Au sud de l’estuaire de la Chapora se trouve Vagator Beach, une destination touristique, tandis qu'à son nord se trouve le village de Morjim. Un pont traverse la Chapora entre Morjim et Siolim.
Au XVIIIe siècle, la Chapora fut, le temps d'une période, la frontière entre Goa, alors sous domination portugaise, et l’Inde.

## Galerie

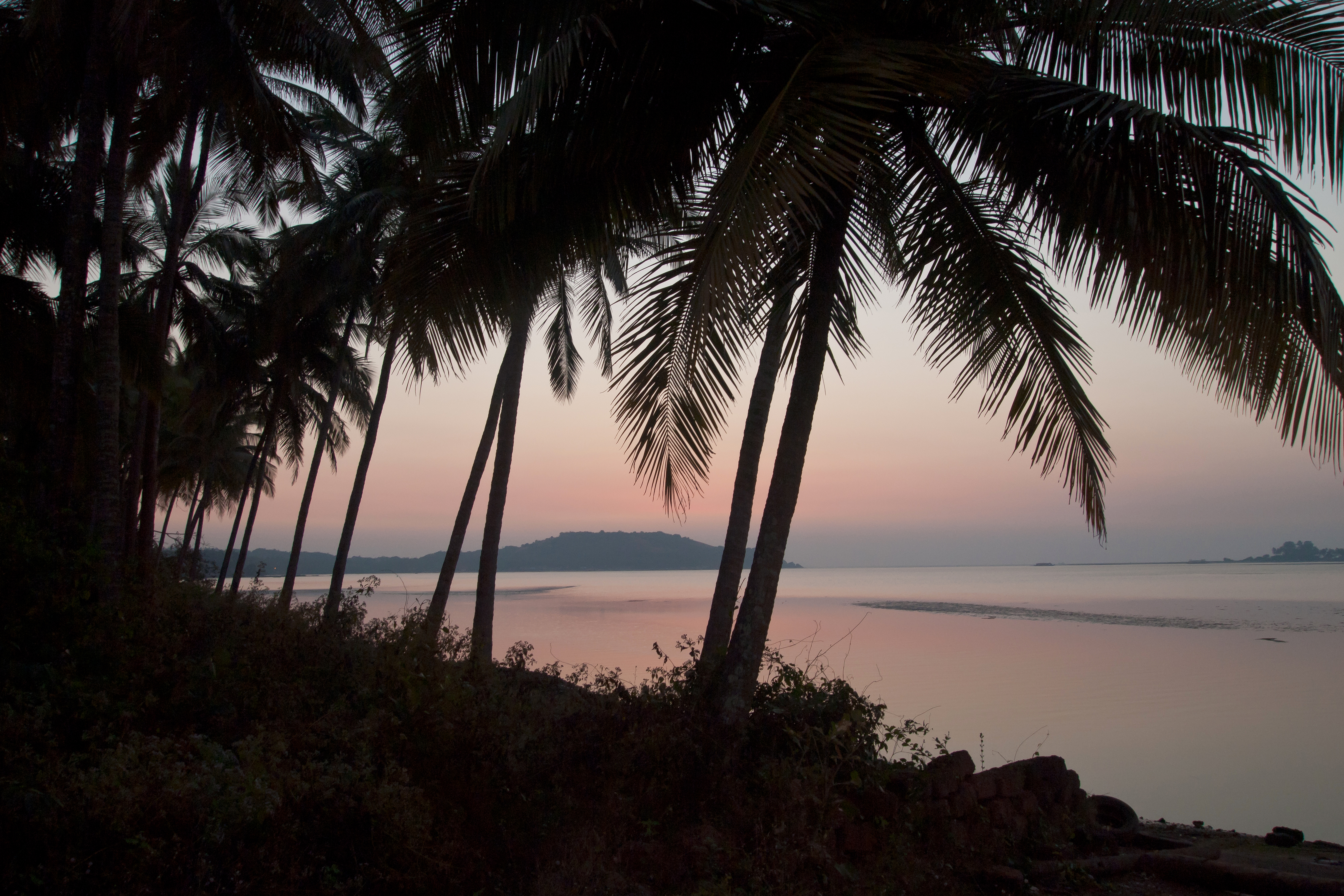
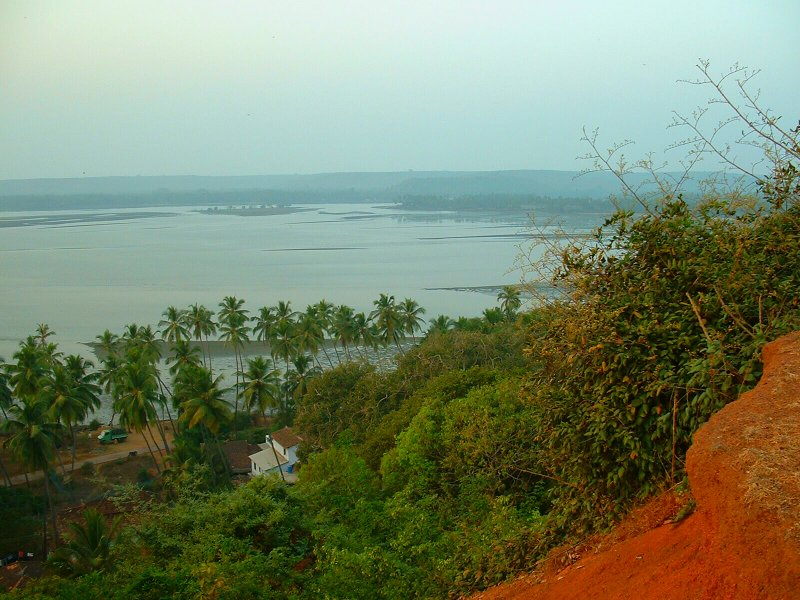
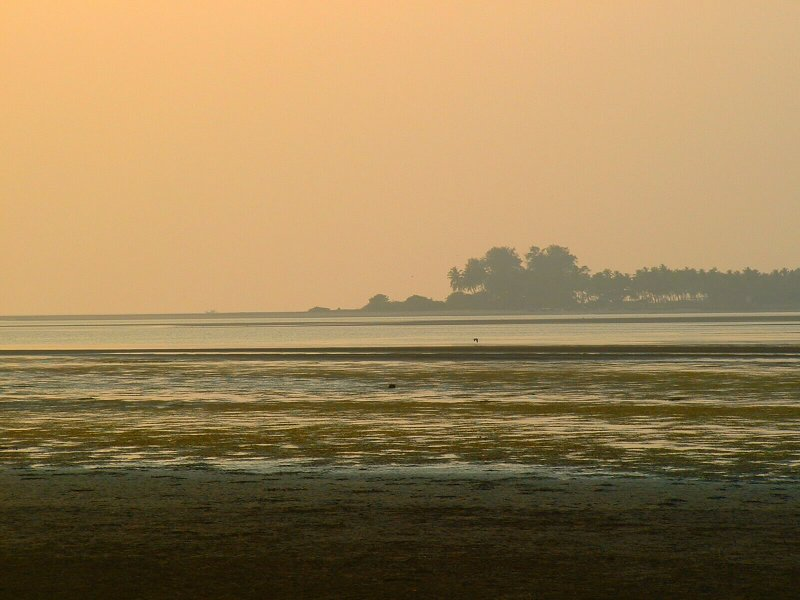
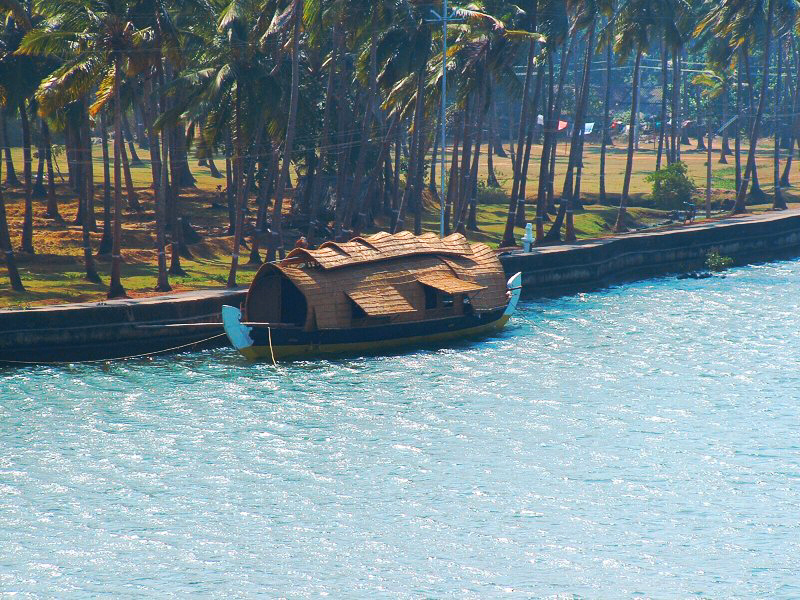
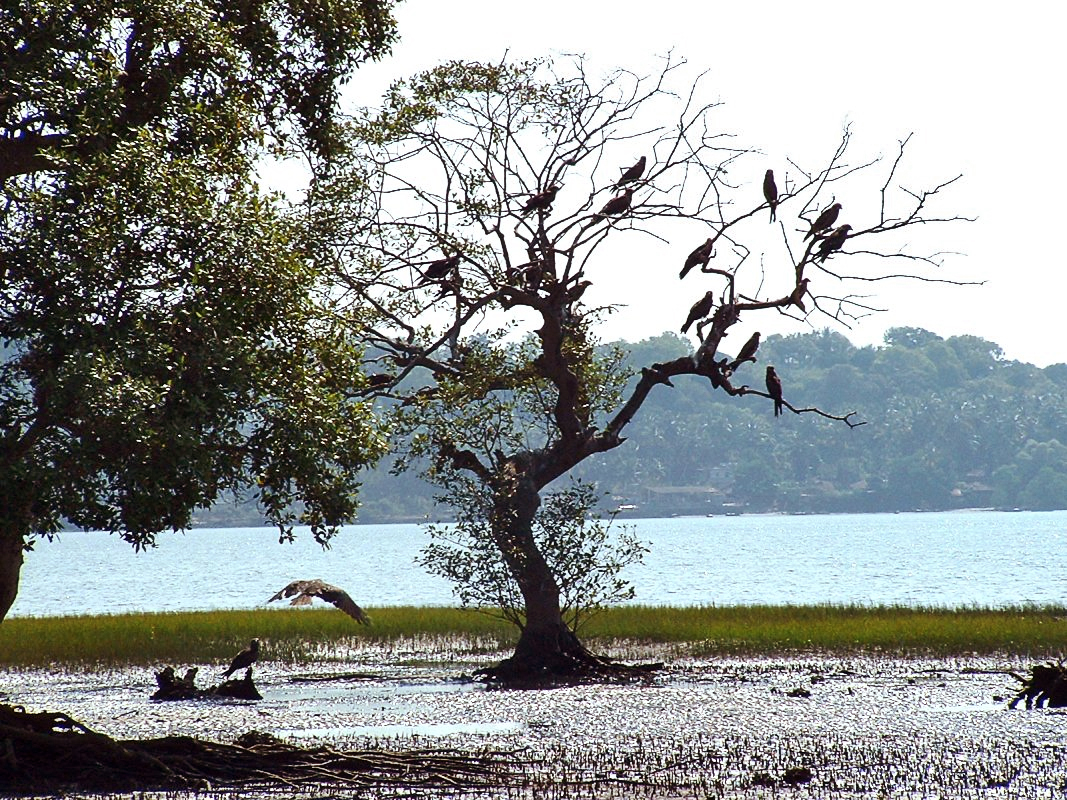
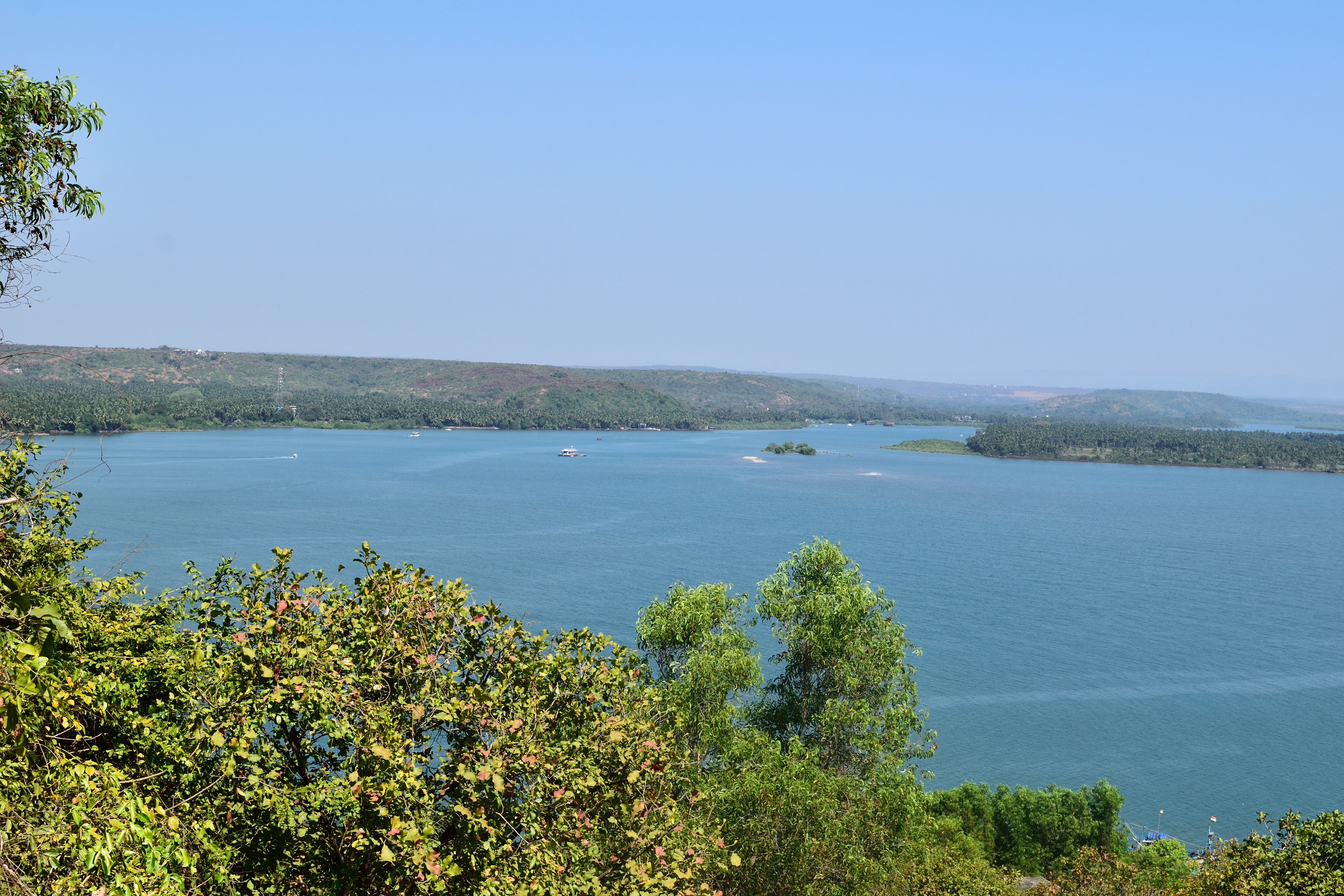
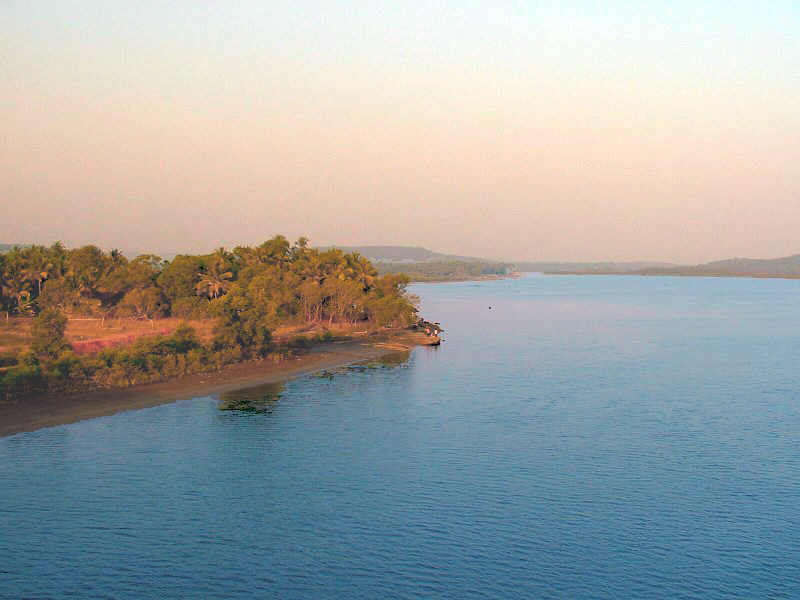
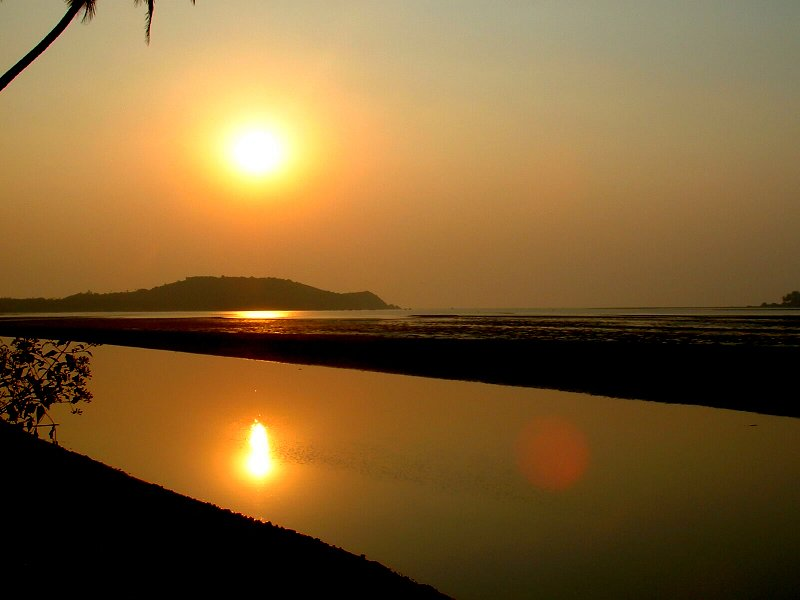
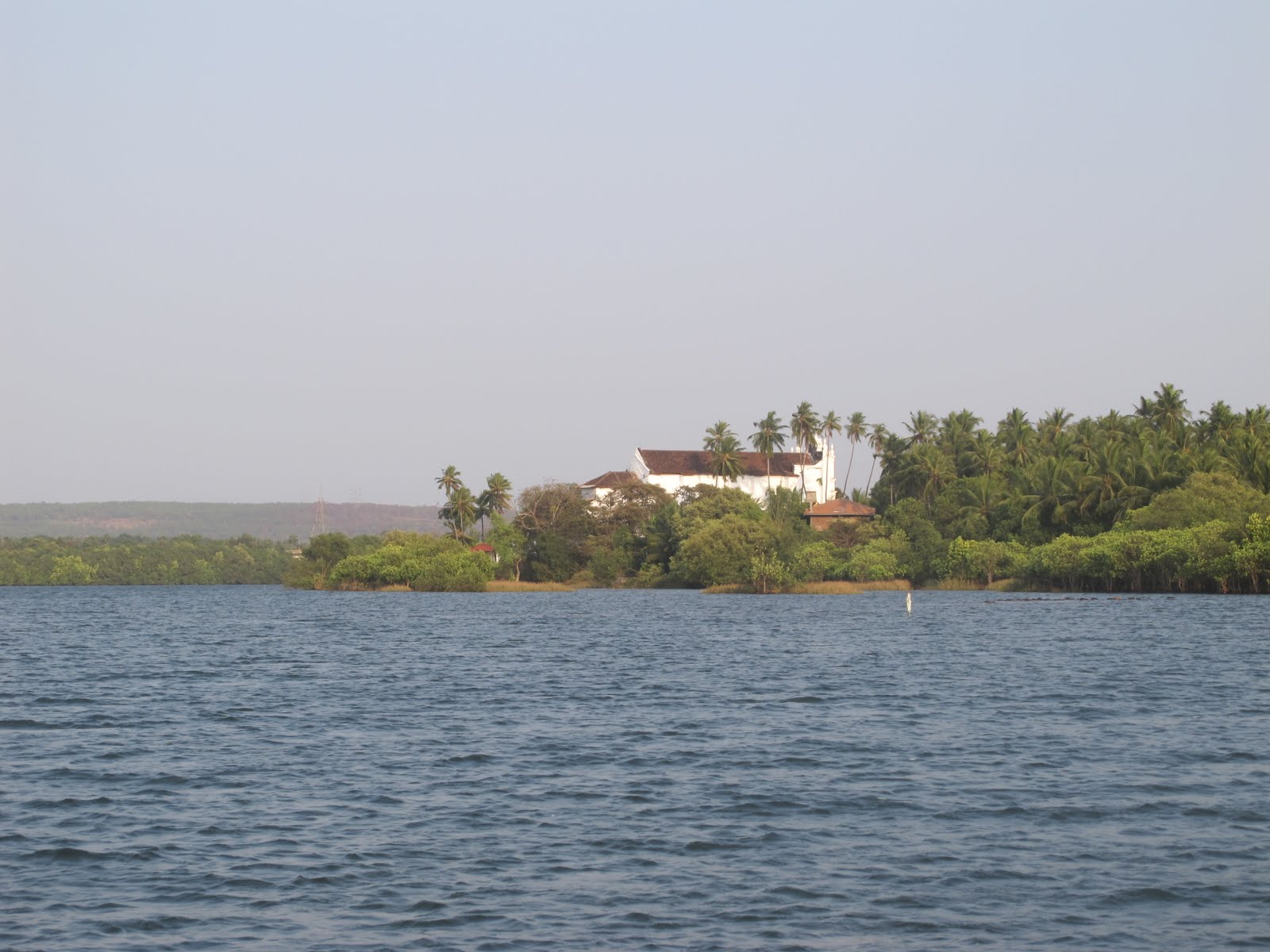
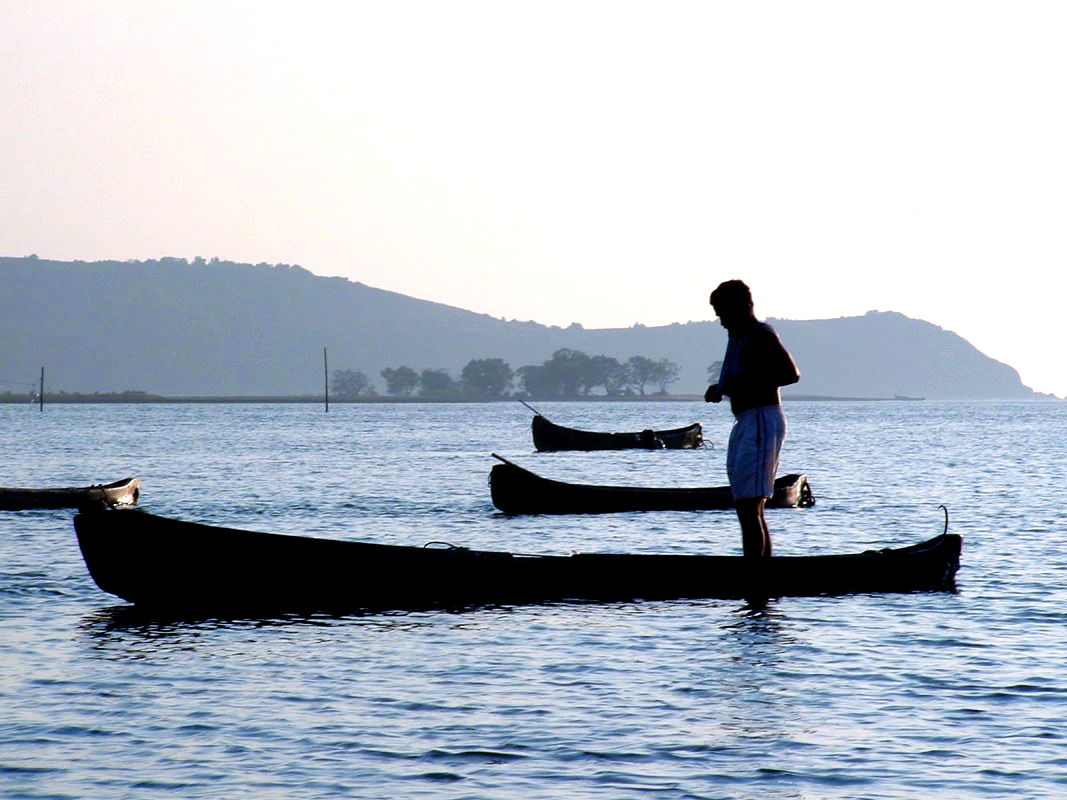
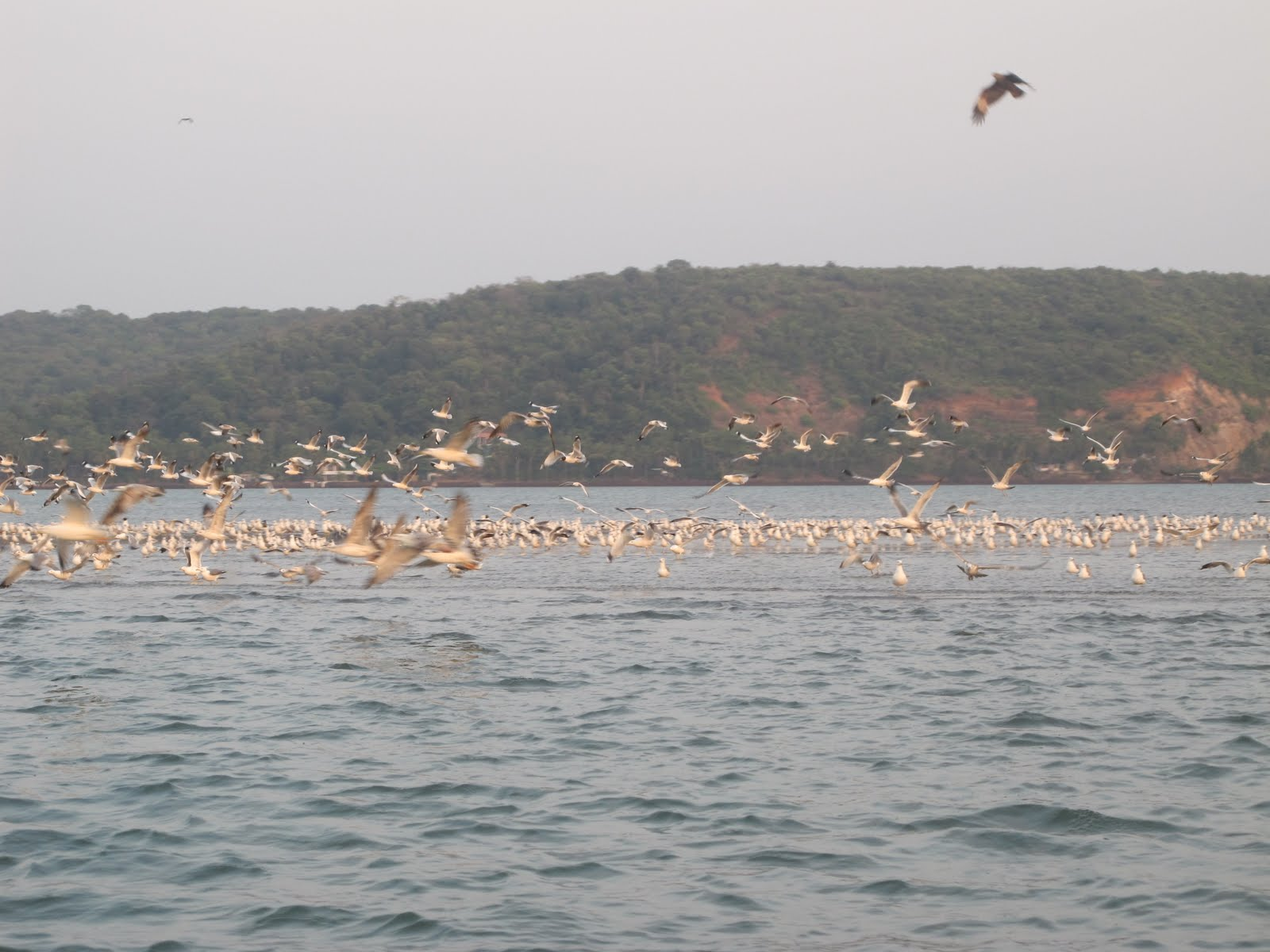
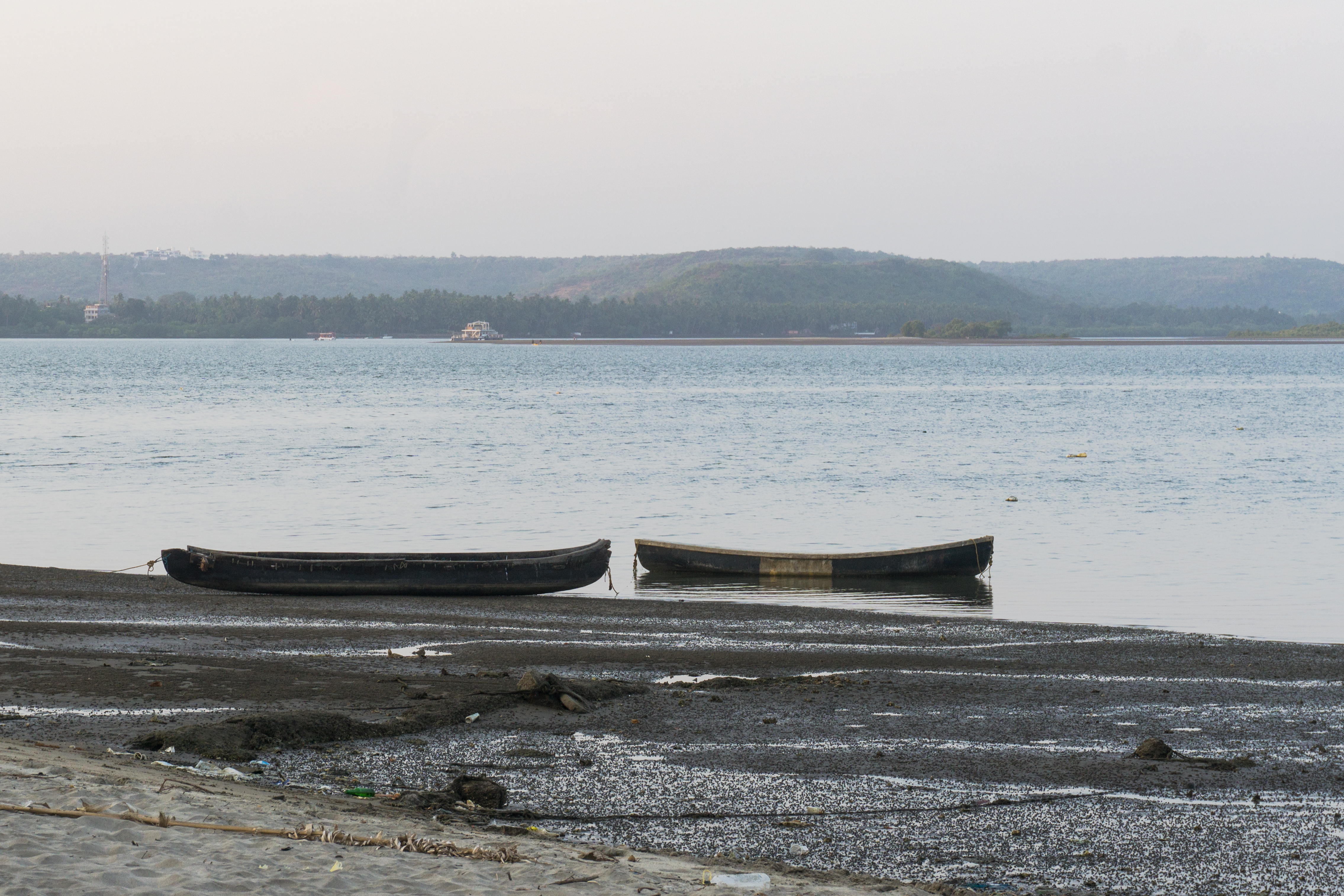
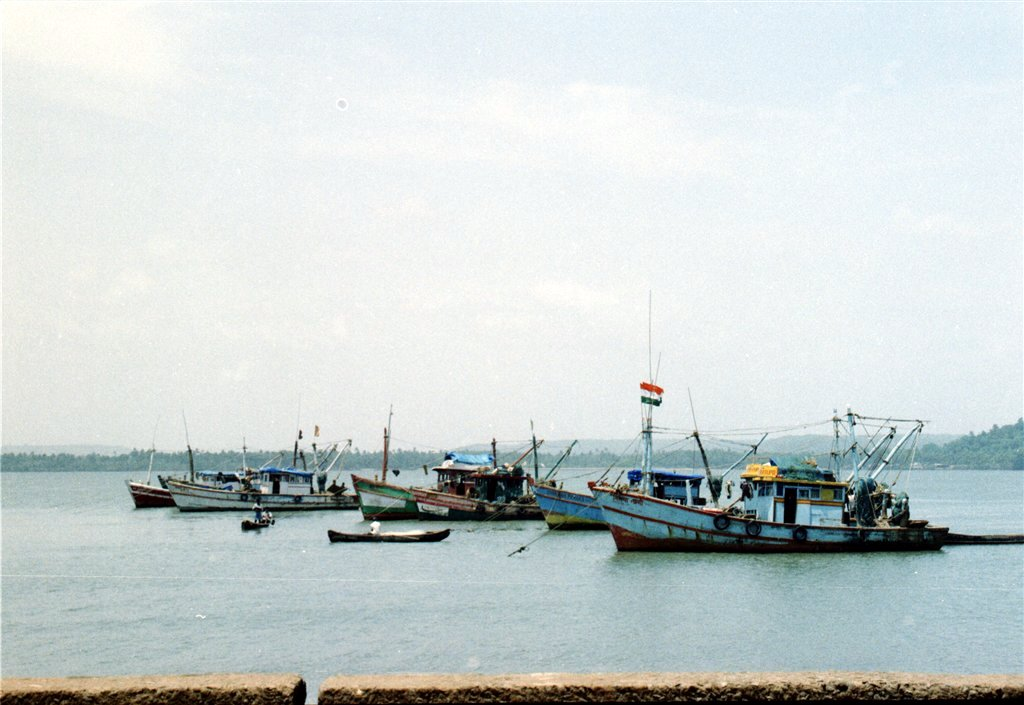
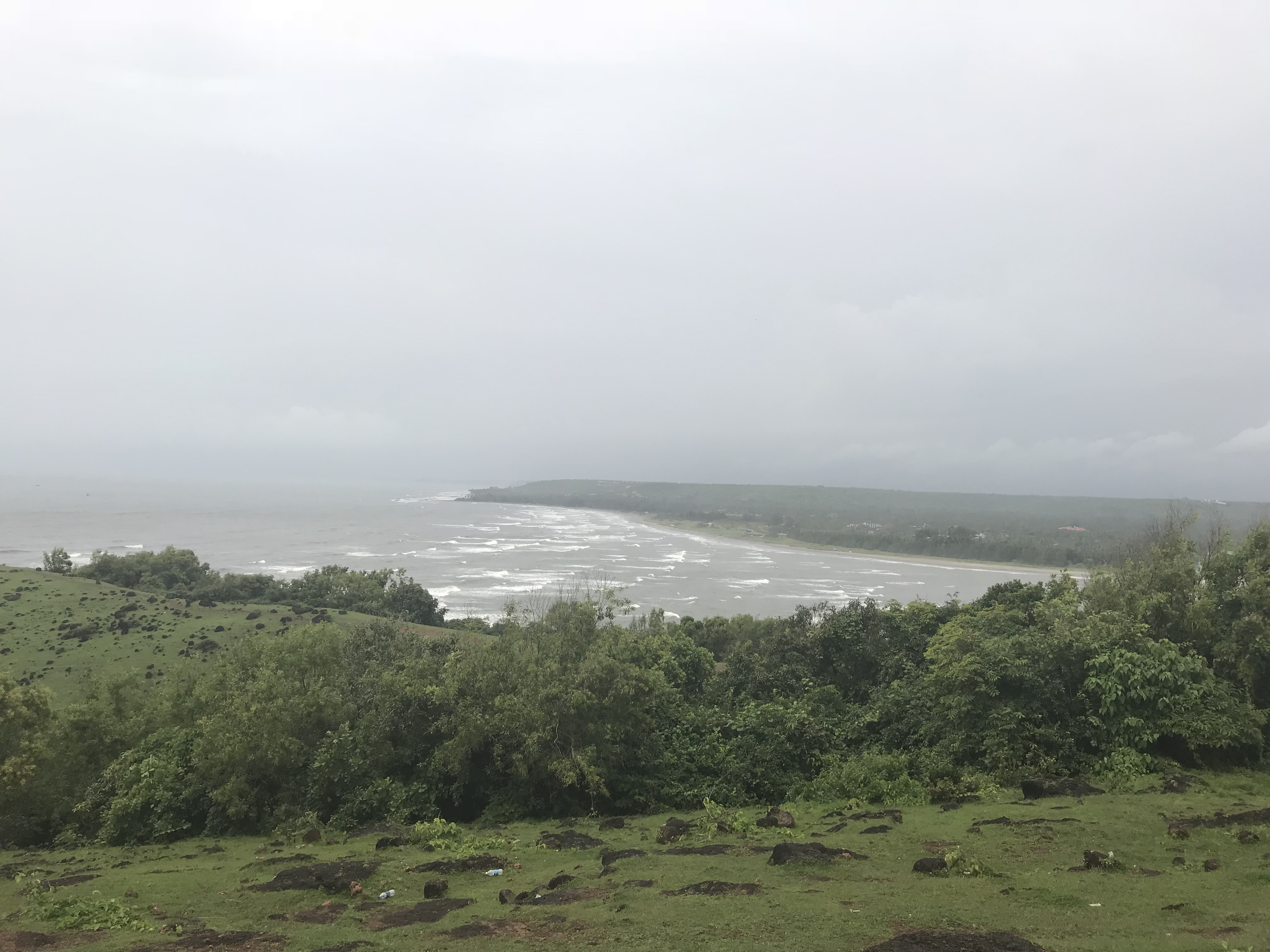